# Finn költők, írók listája
A finn költők, írók listája ábécérendben tartalmazza a legismertebb alkotókat. A külső hivatkozásokban megadott részletesebb listákon keresztül (finn nyelvű) életrajzok is elérhetők.
| Ábécé szerinti tartalomjegyzék                      |
| --------------------------------------------------- |
| A B C D E F G H I J K L M N O P Q R S T U V W X Y Z |

## A

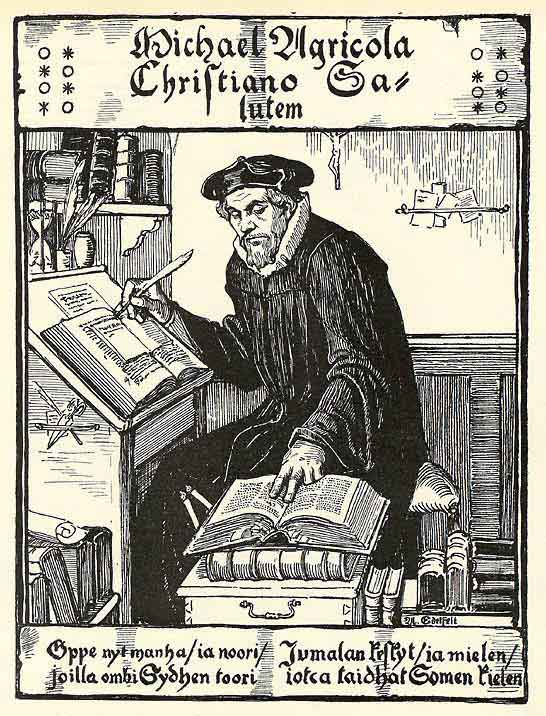
Mikael Agricola Albert Edelfelt metszetén

- Aapeli (Simo Puupponen) (1915–1967)
- Henrik Achrenius (1730–1798)
- Mikael Agricola (1510–1557)
- August Ahlqvist (August Oksanen) (1826–1889)
- Johan Jacob Ahrenberg (1847-1914), építész, kritikus és író (wd)
- Juhani Aho (1861–1921)
- Helena Anhava (1925–2018)
- Tuomas Anhava (1927–2001)
- Adolf Ivar Arwidsson (1791–1858)
- Ilkka Auer (1966–)

## B
- Johan Bargum (1943–) (svéd nyelvű)
- Gunnar Björling (1887–1960) (svéd nyelvű)
- Jöns Budde (Jöns Raek) (1437–1491) (svéd nyelvű)

## C

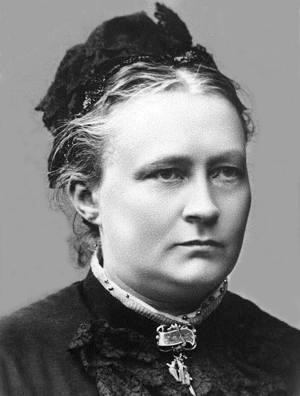
Minna Canth

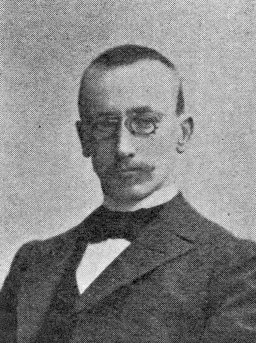
Mikael Lybeck

- Juhana (Johan) Cajanus (1655–1681)
- Minna Canth (1844–1897)
- Kristina Carlson (1949–) (svéd nyelvű)
- Bo Carpelan (1926–2011) (svéd nyelvű)
- Walentin Chorell (1912–1983)
- Tito Colliander (1904–1989) (svéd nyelvű)
- Fredrik Cygnaeus (1807–1881) (svéd nyelvű)

## D
- Elmer Diktonius (1896–1961) (svéd nyelvű)
- Jörn Donner (1933–2020) (svéd nyelvű)

## E
- Rabbe Enckell (1903–1974) (svéd nyelvű)

## F
- Monika Fagerholm (1961–) (svéd nyelvű)
- Jakobus Finno (1540–1588)
- Henricus (Henrik) Florenius (1633–1705)
- Sigrid Aronius Forsius (1550–1624) (svéd nyelvű)
- Frans Mikael Franzén (1772–1847) (svéd nyelvű)
- Jacob Frese (1691–1729) (svéd nyelvű)
- Johan (Juhana) Frosterus (1720–1809)

## G
- Christfrid Ganander (1741–1790) (svéd nyelvű)
- Bertel Gripenberg (1878–1947) (svéd nyelvű)

## H
- Pentti Haanpää (1905–1955)
- Paavo Haavikko (1931–2008)
- Lauri Haarla (1890–1944)
- Pietari Hannikainen (1813–1899)
- Saima Harmaja (1913–1937)
- Matti Hälli (1913–1988)
- Anna-Leena Härkönen (1965–)
- Juhana Heikki (Johan Henrik) Erkko (1849–1906)
- Jukka M. Heikkilä (1966–)
- Lasse Heikkilä (1925–1961)
- Aaro Hellaakoski (1893–1952)
- Jarl Hemmer (1893–1944) (svéd nyelvű)
- Kati Hiekkapelto (1970–)
- Maskui Hemming (Hemmingus Henrici) (1550–1619)
- Pentti Holappa (1927–2017)
- Kari Hotakainen (1957–)
- Lars Huldén (1926–2016) (svéd nyelvű)
- Veikko Huovinen (1927–2009)
- Antti Hyry (1931–2016)

## J
- Antti Jalava (1949–2021) (svéd nyelvű)
- Antti Jalava (1846–1909) (az MTA lev. tagja)
- Laine Jarkko (1947–2006)
- Arvid Järnefelt (1861–1932)
- Arvi Järventaus (1883–1939)
- Eeva Joenpelto (1921–2004)
- Martti Joenpolvi (1936–)
- Matti Yrjänä Joensuu (1948–2011)
- Maria Jotuni (1880–1943)
- Daniel Juslenius (1676–1752)
- Jaakko Juteini (Jakob Judén) (1781–1855)
- Paulus Juusten püspök (1516–1576) (latinul írt)
- Helvi Juvonen(1919–1959)

## K
- Kössi Kaatra (1882–1928)
- Uuno Kailas (1901–1933)
- Anu Kaipainen (1933–2009)
- Viljo Kajava (1909–1998)
- Leo Kalervo (1924–2011)
- Aino Kallas (1878–1956)

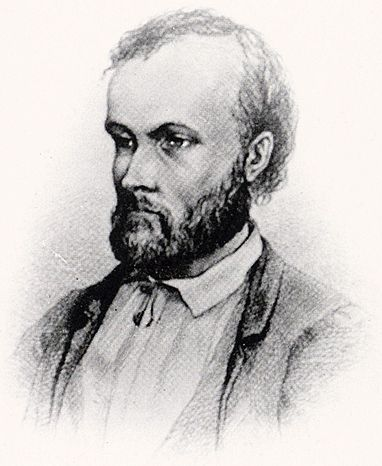
Aleksis Kivi első ismert képe, valószínűleg Albert Edelfelt munkája

- Kallio (Samuli Kustaa Bergh) (1803–1852)
- Sakari Kännö (1941–)
- Ilmari Kianto (1874–1970)
- Christer Kihlman (1930–2021)
- Eeva Kilpi (1928–)
- Volter Kilpi (1874–1939)
- Tommi Kinnunen (1973–)
- Väinö Kirstinä (1936–2007)
- Aleksis Kivi (Alexis Stenvall) (1834–1872)
- Eila Kivikkaho (1921–2004)
- Paavo Korhonen (Vihta-Paavo) (1775–1840)
- Jorma Korpela (1910–1964)
- Veikko Antero Koskenniemi (1885–1962)
- Aarni Kouta (1884–1924)
- Kaarlo Kramsu (1855–1895)
- Kaarle Leopold Krohn (1863–1933)
- Leena Krohn (1947–)
- Kirsi Kunnas (1924–2021)
- Mauri Kunnas (1950–)
- Tuomas Kyrö (1974–)

## L
- Sam Lake (Sami Järvi) (1970–)
- Martti Larni (1909–1993)

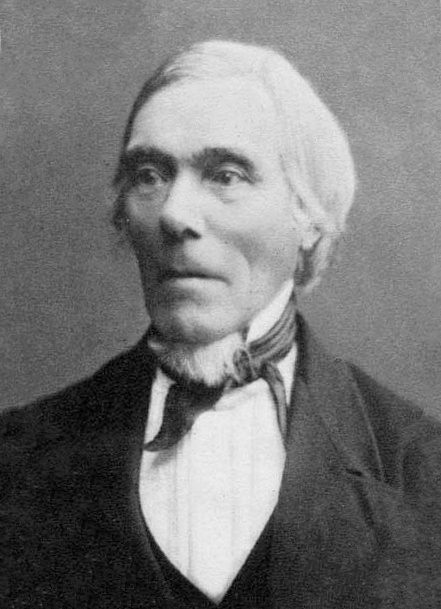
Elias Lönnrot

- Maiju Lassilana (Algoth Tietäväinen) (1868–1918)
- Konrad Lehtimäki (1883–1937)
- Leena Lehtolainen (1964–)
- Joel Lehtonen (1881–1934)
- Eino Leino (1878–1926)
- Rosa Liksom (1958–)
- Henrik Lilius (1683–1745)
- Väinö Linna (1920–1992)
- Johannes Linnankoski (Vihtori Peltonen) (1869–1913)
- Elias Lönnrot (1802–1884)
- Mikael Lybeck (1864–1925) (svéd nyelvű)

## M
- Sari Malkamäki (1962–)
- Eeva-Liisa Manner (1921–1995)
- Juha Mannerkorpi (1915–1980)
- Otto Manninen (1872–1950)
- Hannu Mäkelä (1943–)
- Veijo Meri (1928–2015)
- Aila Meriluoto (1924–2019)
- Marja-Leena Mikkola (1939–)
- Sari Mikkonen (1967–)

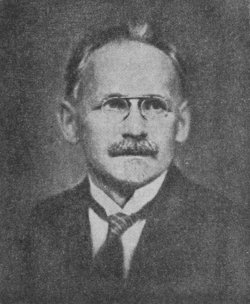
Joel Lehtonen

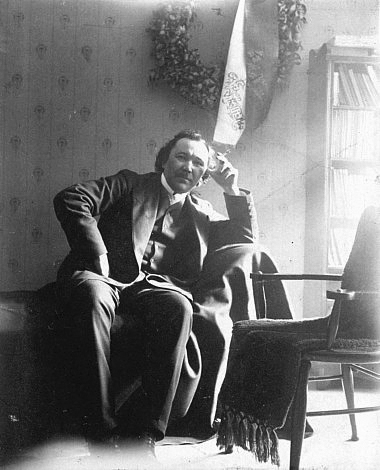
Eino Leino

- Arvid Mörne (1876–1946) (svéd nyelvű)
- Mari Mörö (1963–)
- Timo K. Mukka (1944–1973)
- P. Mustapää (Martti Haavio) (1899–1973)

## N
- Sinikka Nopola (1953–2021)
- Tiina Nopola (1955–)
- Severi Nuormaa (1865–1924)
- Lassi Nummi (1928–2012)

## O
- August Oksanen (August Ahlquist) (1826–1899)
- Aki Ollikainen (1973–)
- L. Onerva (Hilja Onerva Lehtinen) (1882–1972)
- Hagar Olsson (1893–1978) (svéd nyelvű)
- Simo Ojanen (1940–2021)
- Sofi Oksanen (1977–)

## P
- Arto Paasilinna (1942–2018)
- Markku Paasonen (1967–)
- Kalle Päätalo (1919–2000)
- Olavi Paavolainen (1903–1964)
- Pietari Päivärinta (1827–1913)
- Teuvo Pakkala (1862–1925)
- Jukka Pakkanen (1942–)
- Oiva Paloheimo (1910–1973)
- Pekka Parkkinen (1940–1992)

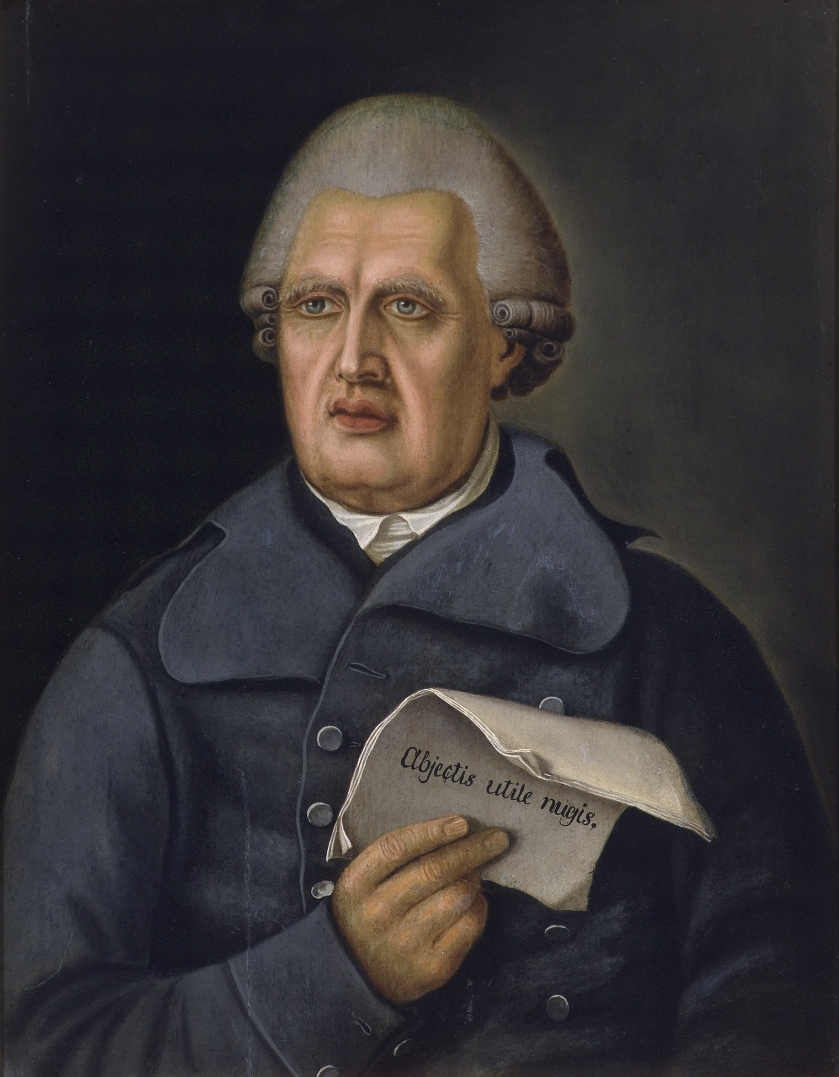
Henrik Gabriel Porthan

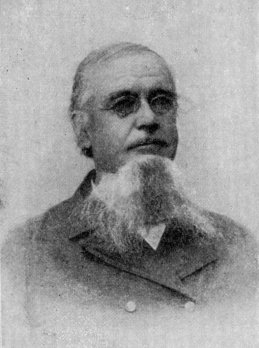
Pietari Päivärinta

- Henry Parland (1908–1930) (svéd nyelvű)
- Oscar Parland (1912–1997) (svéd nyelvű)
- Toivo Pekkanen (1902–1957)
- Jyrki Pellinen (1940–)
- Juhani Peltonen (1941–1998)
- Jarno Pennanen (1906–1969)
- Eila Pennanen (1916–1994)
- Bengt Pohjanen (1944–)
- Lauri Pohjanpää (1889–1962)
- Henrik Gabriel Porthan (1739–1804) (svéd nyelvű)
- Riikka Pulkkinen (1980–)

## R
- Anna-Maija Raittila (1928–2012)
- Hannu Raittila (1956–)
- Jouko Raivio (1939–)
- Paavo Rintala (1930–1999)
- Matti Rönkä (1959–)

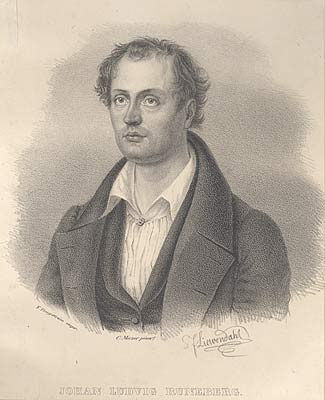
Johan Ludwig Runeberg - F. Liewendahl litográfiája C. P. Mazer festménye alapján

- Johan Ludvig Runeberg (1804–1877) (svéd nyelvű)
- Alpo Ruuth (1943–2002)
- Hannu Rajaniemi (1978–)

## S
- Pentti Saarikoski (1937–1983)
- Pentti Saaritsa (1941–2024)
- Pirkko Saisio (1949–)
- Hannu Salama (1936–)
- Arto Salminen (1959–2005)
- Arvo Salo (1932–2011)
- Kaarlo Sarkia (1902–1945)

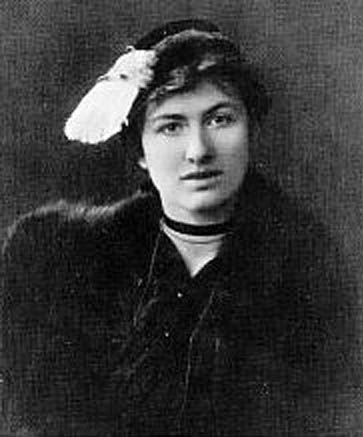
Edith Södergran

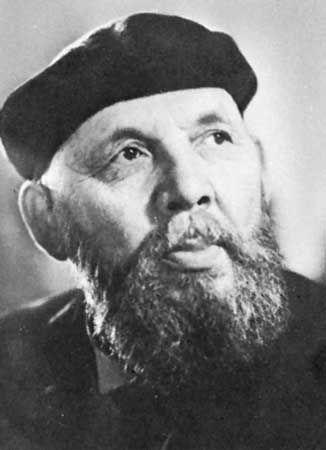
Frans Eemil Sillanpää

- Runar Schildt (1888–1925) (svéd nyelvű)
- Solveig von Schoultz (1907–1996) (svéd nyelvű)
- Juha Seppälä (1956–)
- Unto Seppänen (1904–1955)
- Raija Siekkinen (1953–2004)
- Juhani Siljo (1888–1918)
- Frans Eemil Sillanpää (1888–1964) – irodalmi Nobel-díj, 1939
- Elvi Sinervo (1912–1986)
- Helena Sinervo (1961–)
- Johanna Sinisalo (1958–)
- Joni Skiftesvik (1948–)
- Eerikki Sorolainen (Ericus Erici) (1545–1625)
- Edith Södergran (1892–1923) (svéd nyelvű)
- Alexis Stenvall (Aleksis Kivi) (1834–1872)
- Julius Suonio (Julius Krohn) (1835–1888)
- Kerttu-Kaarina Suosalmi (1921–2001)

## T
- Tommy Tabermann (1947–2010)
- Maila Talvio (1871–1951)
- Petri Tamminen (1966–)
- Marko Tapio (1924–1973)
- Karl August Tavaststjerna (1860–1898) (svéd nyelvű)
- Jari Tervo (1959–)
- Marja-Leena Tiainen (1951–)
- Zacharias Topelius (1818–1898) (svéd nyelvű)
- Heiki Toppila (1885–1963)
- Mirjam Irene Tuominen (1913–1967) (svéd nyelvű)
- Arvo Turtiainen (1904–1980)
- Antti Tuuri (1944–)
- Aale Tynni (1913–1997)

## U
- Kaari Utrio (1942–)
- Iris Uurto (Lyyli Ester Mielonen) (1905–1994)

## V
- Elina Vaara (Kerttu Elin Wehmas Sirén) (1903–1983)
- Katri Vala (1901–1944)
- Aladár Valmari (1922–1993) magyar származású író
- Marja-Liisa Vartio (1924–1966)
- Lauri Viita (1916–1965)
- Einari Vuorela (1889–1972)

## W
- Mika Waltari (1908–1979)
- Kjell Westö (1961–) (svéd nyelvű)
- Eva Wichman (1908–1975)
- Kyösti Wilkuna (1879–1922)
- Hella Wuolijoki (1886–1954)